# Элдред
Э́лдред (англ. Ealdred; Aldred; умер 11 сентября 1069, Йорк) — религиозный деятель англосаксонского периода истории Англии, архиепископ Йоркский в 1060—1069 годах.

## Епископ Вустерский
О происхождении Элдреда ничего не известно. В 1027 году он стал аббатом Тэвистока, монастыря в юго-западной Англии, а в 1044 году был избран епископом Вустерским. В период правления короля Эдуарда Исповедника Элдред добился значительного влияния при дворе и активно участвовал во внутренней политике королевства. Так, в 1046 году Элдред возглавил англосаксонские войска, посланные для отражения угрозы со стороны Уэльса, а в 1050 году выступал посредником в вопросе реставрации Свена, сына эрла Годвина, самого могущественного магната Англии. Примерно в то же время Элдред совершил поездку в Рим, по поручению короля Эдуарда.
В 1054 году Элдред был послан ко двору Генриха II, императора Священной Римской империи, и провёл успешные переговоры о пропуске через немецкую территорию Эдуарда Изгнанника, наследника английского престола, возвращавшегося из Венгрии на родину. После возвращения в Англию, Элдреду были переданы функции контроля и управления епископствами Херефорда и Рамсбери, без назначения епископом. В 1058 году Элдред совершил паломничество в Иерусалим, став таким образом первым в истории английским епископом, предпринявшим такое путешествие.

## Архиепископ Йоркский
В 1060 году Элдред был избран архиепископом Йоркским. Для рукоположения Элдред вновь отправился в Рим, однако будучи обвинённым в симонии и нежелании отказаться от Вустерского епископства, долгое время не мог получить согласия папы Николая II на своё назначение. Тем не менее, в конце концов, папа согласился на кандидатуру Элдреда и рукоположил его в архиепископы Йоркские.
В качестве архиепископа, Элдред проводил политику упорядочения религиозной жизни своей церковной провинции и кодификации церковного права. При нём был составлен «Закон нортумбрийских монахов», ставший основой для регулирования правоотношений в монастырях Северной Англии. Элдред также существенно повысил престиж и властные полномочия архидьякона. В административной сфере архиепископ активно использовал континентальный опыт церковного управления. В частности, впервые в Англии появилась практика раздачи пребенд — небольших земельных участков, предоставляемых священнослужителям для обеспечения их проживания и исполнения церковных функций. Кроме того Элдред пытался укрепить финансовое состояние Йоркской епархии, стремясь подчинить Йорку Линдси и Вустер, но потерпел неудачу из-за отрицательной позиции по этому вопросу папы римского.
Элдред пользовался значительным авторитетом в Англии. Стиганд, архиепископ Кентерберийский, был отлучён от церкви папой римским, и Элдред оказался единственным архиепископом английского королевства, рукоположённым в соответствии с канонами католической церкви. Именно поэтому он, по свидетельству Флоренса Вустерского, руководил церемонией коронации Гарольда II в начале 1066 года и помазал его на царство.

## Нормандское завоевание
После нормандского вторжения 1066 года и гибели короля Гарольда II, Элдред перешёл на сторону Вильгельма Завоевателя. Он принёс ему клятву верности и участвовал в обряде коронации Вильгельма королём Англии в конце 1066 года в Вестминстере, а два года спустя короновал его жену Матильду Фландрскую. 11 сентября 1069 года Элдред скончался в Йорке и был похоронен в городском кафедральном соборе.